# Heydenab

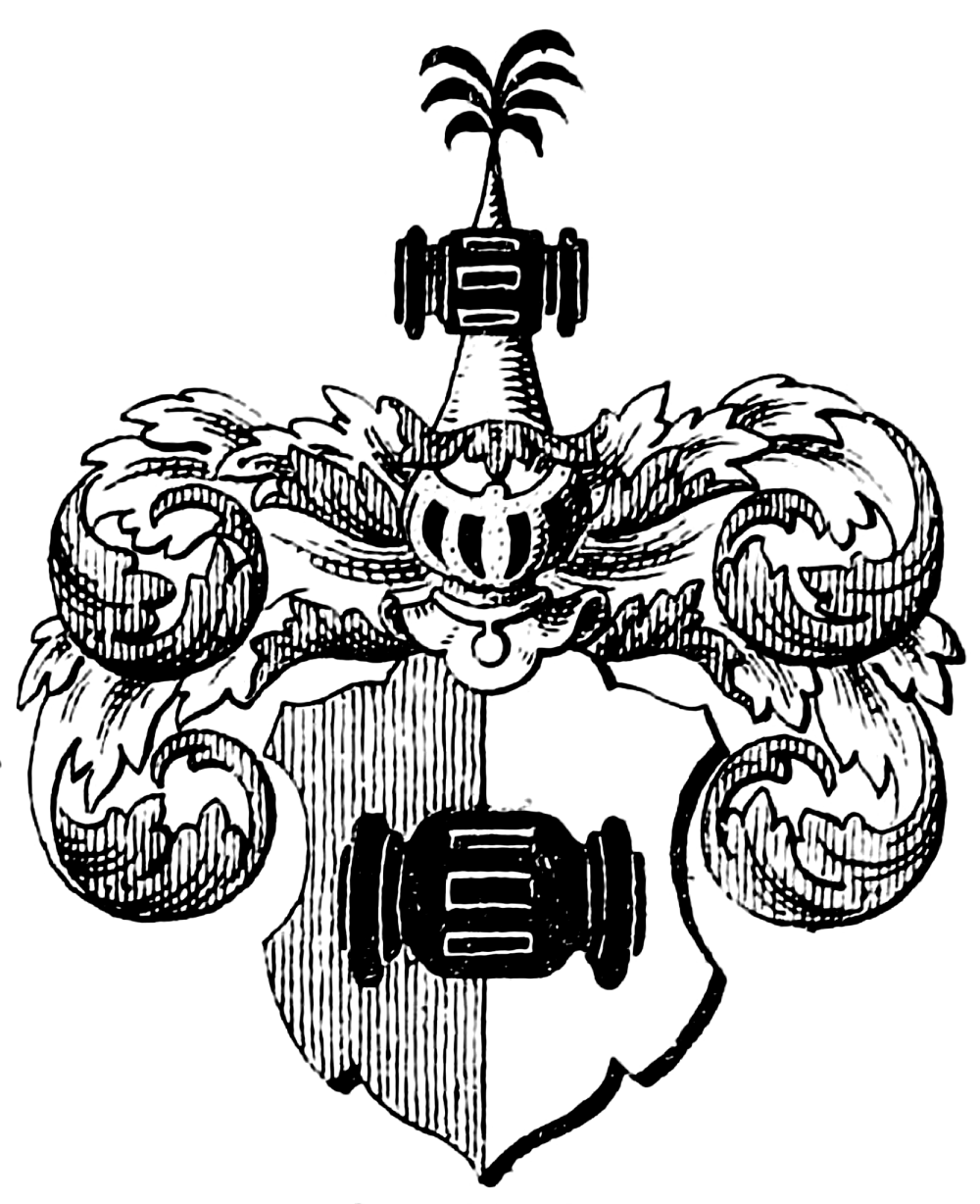
Wappenb derer von Heydenab

Heydenab, auch Haidnob oder Heydenaber, ist der Name eines fränkischen Uradelsgeschlechts, das wahrscheinlich aus Haidenaab stammt.

## Geschichte
Der Name der Familie steht vermutlich auch in Verbindung zu dem Fluss Haidenaab. Als Teil der reichsfreien fränkischen Ritterschaft war das Geschlecht im Ritterkanton Gebürg organisiert. Als Gefolgsleute der Bayreuther Markgrafen waren Familienmitglieder in späteren Jahrhunderten im preußischen Militär vertreten.
Das Geschlecht erscheint urkundlich erstmals 1309 mit Fredericus Hednaber Die Stammreihe beginnt mit Niklos Heidenab († 1407), Hofbesitzer zu Guttenthau, Kreis Kemnath.
Die Bayerische Adelsbestätigung und die Immatrikulation in die Adelsklasse erfolgte am 4. August 1813 in München für Carl Friedrich von Heydenab und am 9. Mai 1826 die Immatrikulation auch für Hermann von Heydenab.

## Wappen
Das Wappen zeigt im von Rot und Silber gespaltenen Schild querliegend eine schwarze Mühlradachse (Radnabe). Auf dem Helm mit rot-silbernen Helmdecken die Nabe vor einem hohen spitzen silbernen Hut, oben mit sechs schwarzen Hahnenfedern besteckt.